# Astatotilapia desfontainii
Astatotilapia desfontainii è una specie di ciclidi haplochromini che vive in Algeria e Tunisia. È stata osservata nelle sorgenti d'acqua dolce, e nelle terre irrigate, sia nei canali sia nei fossi. È minacciata dalla perdita di habitat. Questa specie raggiunge una lunghezza di 15 centimetri (lunghezza totale).